# توني ريتش
توني ريتش (بالإنجليزية: Tony Rich)‏ هو كاتب أغاني ومغني ومنتج أسطوانات وموسيقي ومغن مؤلف أمريكي، ولد في 19 نوفمبر 1971 في ديترويت في الولايات المتحدة.

## وصلات خارجية
- الموقع الرسمي
- توني ريتش على موقع ميوزك برينز (الإنجليزية)
- توني ريتش على موقع أول ميوزيك (الإنجليزية)
- توني ريتش على موقع ديسكوغز (الإنجليزية)